# William Camargo
William Fernando Camargo Triana (nacido en Duitama, Boyacá), es un ingeniero en transporte y vías colombiano. Entre mayo de 2023 y el 8 de julio de 2024 fue Ministro de Transporte en el gobierno de Gustavo Petro.
Camargo Triana había integrado el equipo de empalme del gobierno Petro con el gobierno anterior en temas de infraestructura y transporte y venía desempeñando como director de la Agencia Nacional de Infraestructura en el mismo gobierno. Fue director del Instituto de Desarrollo Urbano (IDU) durante la alcaldía de Petro y se ha desempeñado en varios cargos públicos igualmente en temas de infraestructura y transporte.

## Estudios
Camargo Triana es ingeniero de la Universidad Pedagógica y Tecnológica de Colombia, cuenta con una especialización en transporte en la Universidad Nacional, y cursó una maestría en Planeación Urbana y Regional en la Universidad Javeriana. Cuenta con un doctorado Honoris Causa en Ingenieria con énfasis en Transporte y Vias de la Universidad Pedagógica y Tecnológica de Colombia .